# René Kerambrun
René Kerambrun (1813-1852) est un poète et folkloriste de langue bretonne, collaborateur de Jean-Marie de Penguern et de Théodore Hersart de La Villemarqué.

## Biographie
Guillaume-René-Marie Kerambrun est né le 6 juin 1813 à Bégard (Côtes-du-Nord). Son père est fonctionnaire (percepteur). Il est parent de François-Marie Luzel, son cadet de 8 ans, et de Julien-Marie Le Huërou, historien du Moyen Âge et engagé dans la conservation de la littérature orale en breton. Il fait ses études au collège de Tréguier. Inscrit à la faculté de droit de Rennes, il s'intéresse surtout à la littérature et participe à la fondation de la revue littéraire Le Foyer. Il publie des poèmes en français sur des thèmes légendaires bretons. En 1839, ayant renoncé aux études de droit, il rachète la feuille d'annonces de Saint-Brieuc et en fait un journal d'informations générales.
Comme il est parfaitement bilingue en français et breton, Jean-Marie de Penguern, alors avocat à Lannion, en fait un de ses informateurs et collecteurs de la littérature orale bretonne dans le nord de la Bretagne, et il participe aux travaux de traduction.
Après avoir tenté de percer dans le milieu littéraire parisien, René Kerambrun retourne au pays et meurt chez son père, au Prat près de Lannion, le 2 mars 1852, âgé de 38 ans.

## Œuvre
René Kerambrun, qui est presque exactement contemporain de La Villemarqué, a participé au renouveau de la littérature celtique dans la première moitié du XIXe siècle. Les ouvrages poétiques en français de ses débuts (Submersion de la ville d'Ys, La prêtresse de l'Ile de Sein, La prière du laboureur) sont oubliés. Par contre, les œuvres issues de ses travaux de collecte et de restauration des chants populaires de Bretagne subsistent, sans qu'on puisse les distinguer car il ne s'est jamais soucié d'attribution. Sa main a été identifiée dans les versions préparatoires de Le combat de Saint-Cast, un des chants historiques du Barzaz Breiz, paru dans l'édition de 1846 et il a probablement participé à d'autres pièces.
Dans la seconde moitié du XIXe siècle, l'exigence d'authenticité l'a fait accuser d'avoir créé de toutes pièces plusieurs chants populaires parus dans des recueils respectés, notamment La vieille Ahès, Les loups de mer, et Les moines de l'Ile-Verte  ; ceux qui le dénoncent rendent aussi hommage à son talent.
La gwerz Les moines de l'Ile-Verte, histoire d'un crime sexuel commis par des moines et de leur punition, est le seul chant que René Kerambrun ait revendiqué comme de son invention; encore l'a-t-il fait en manière de plaisanterie, en défiant François-Marie Luzel, qu'il croisait sur le terrain pendant leurs travaux de collecte de la littérature orale, de jamais la rencontrer. Luzel raconte l'histoire dans un commentaire des Gwerziou Breiz-Izel sans donner de nom. Anatole Le Braz a révélé le nom de Kerambrun en 1890, dans l'introduction aux Soniou Breiz-Izel. Le poème, publié par Jean-Marie de Penguern dans l’Athenœum français en 1854, avait auparavant mystifié les érudits, et est cité en 1864 dans Anciens évêchés de Bretagne, avec les chartes et documents pontificaux, à l'appui de l'étude de l'abbaye de Saint-Rion (abbaye de Beauport) dans l'évêché de Dol.

## Épitaphe
Citation de François-Marie Luzel dans sa biographie, parue dans la Revue de Bretagne et de Vendée en juin 1869 :
Il n'avait aucun venin, aucune méchanceté dans l'âme, le pauvre poète ! C'était un garçon de mœurs douces, toujours préoccupé de poésie et de rêves, et ayant, comme cela arrive souvent chez ces natures d'élite, assez peu de souci de la vie matérielle.